# Pachyphyllum nubivagum
Pachyphyllum nubivagum är en orkidéart som beskrevs av Louis Otho Otto Williams. Pachyphyllum nubivagum ingår i släktet Pachyphyllum och familjen orkidéer.
Artens utbredningsområde är Colombia. Inga underarter finns listade i Catalogue of Life.